# بالتويي
بالتويي (بالإنجليزية: Baltoji Vokė) هي منطقة سكنية تقع في ليتوانيا في Šalčininkai district municipality.[بحاجة لمصدر] يقدر عدد سكانها بـ 1,075 نسمة .